# Perrottetia longistylis
Perrottetia longistylis är en tvåhjärtbladig växtart som beskrevs av Joseph Nelson Rose. Perrottetia longistylis ingår i släktet Perrottetia och familjen Dipentodontaceae. Inga underarter finns listade.